# راشد حسن
راشد حسن (انگلیسی: Rashed Hassan؛ زادهٔ ۱۷ نوامبر ۱۹۹۱) بازیکن فوتبال اهل امارات متحده عربی است.